# Иво Раић
Иво Раић Лоњски (Загреб, 23. јун 1881 –  Загреб, 16. јун 1931) био је хрватски редитељ и глумац. Потицао је из племићке породице Лоња па се представљао као Иво де Лоња и Јозеф де Лоња.

## Биографија
Завршио је Хрватску драматску школу 1898. године, а потом се усавршавао у Бечу. Глумио је на чешком, мађарском и немачком језику у Берлину, Хамбургу, Прагу и Бечу. У Прагу је значајна његова улога Ромеа. Због тога што се дружио са Јиржијем Карасеком зе Лвовицом, морао је да напусти Праг, јер су кренуле гласине да је хомосексуалац, што је можда и разлог што је углавном заборављен у хрватској историји. Један чешки сликар је насликао његов голишави портрет и изазвао скандал. Већи део каријере је провео у Хрватском народном казалишту, а глумио је и режирао неке од најпознатијих светских драма. Био је пријатељ са Ивом Андрићем и Ивом Војновићем, и планирао да у Сплиту отвори једно "другачије" позориште, до чега није дошло. Окупљали су се често "барба Иво"(Војновић), Андрић и Раић у Болници милосрдних сестара у Загребу. Сачувана су писма српског књижевника Иве Војновића упућена овом хрватском глумцу и објављена 2009. године. Хрватска професорка Антонија Богнер-Шабан истражила је његов живот и написала биографију о њему. После тешке болести умро је од инфаркта 1931.
Иво је био рођак мајке српског историчара уметности Дејана Медаковића, који је сећања о њему описао у првом тому својих мемоара Ефемерис - хроника једне породице 1.  У књизи се наводи да Дејан као дечак није разумео овог загонетног глумца, али  га је запамтио као декадентног дендија и називао Ивица-бачија.